# ویکتور هورسلی
ویکتور هورسلی (انگلیسی: Victor Horsley؛ ‏ ۱۴ آوریل ۱۸۵۷ – ۱۶ ژوئیهٔ ۱۹۱۶) دانشمند، عصب‌پژوه، جراح مغز و اعصاب، متخصص اعصاب، فیزیولوژیست و استاد دانشگاه اهل پادشاهی متحد بریتانیای کبیر و ایرلند بود. وی پس از پایان تحصیل در رشتهٔ جراحی، استادیار بیمارستان ملی عصب‌شناسی و جراحی مغز و اعصاب (۱۸۸۶)، استاد آسیب‌شناسی (۱۸۸۷–۱۸۹۶) و استاد جراحی بالینی (۱۸۹۹–۱۹۰۲) کالج دانشگاهی لندن شد. او از طرفداران و حامیان حق رأی زنان و مخالف مصرف تنباکو و مشروبات الکلی و حامی حزب لیبرال بریتانیا بود.
پدر او نقاش آکادمی سلطنتی هنر و نام خودش «ویکتور الکساندر» را ملکه ویکتوریا برای او انتخاب کرد. وی در سال ۱۸۸۷ با همسرش در کلیسای سنت مارگریت، وست‌مینستر پیوند زناشویی بست که حاصل آن ۲ پسر و ۱ دختر بود. او در سال ۱۹۰۲ از ادوارد هفتم در کاخ باکینگهام لقب شوالیه دریافت کرد.
تخصص او فیزیولوژی و جراحی بود و نخستین پزشکی بود که تومور طناب نخاعی را در سال ۱۸۸۷ با استفاده از لامینکتومی جراحی کرد. او بسیاری از تکنیک‌های جراحی مغز و اعصاب را توسعه داد، از جمله موم استخوان هموستاتیک، فلپ پوستی، لیگاسیون شریان کاروتید مشترک برای درمان آنوریسم‌های مغزی، دسترسی جمجمه‌ای به غده هیپوفیز و تقسیم داخل سخت‌شامه‌ای ریشه عصب سه‌قلو برای درمان جراحی نورالژی عصب سه‌قلو.
او به عنوان یک متخصص علوم اعصاب، مطالعاتی را در مورد عملکردهای مغز در حیوانات و انسان انجام داد، به ویژه بر روی قشر مغز. پژوهش‌های او در مورد پاسخ حرکتی به تحریک الکتریکی فارادیک قشر مغز، کپسول داخلی و طناب نخاعی به نمونه‌هایی کلاسیک در این حوزهٔ پزشکی تبدیل شد. این پژوهش‌ها بعداً به کار پیشگامانهٔ او در حوزهٔ جراحی مغز و اعصاب برای درمان صرع تبدیل شد. بین سال‌های ۱۸۸۴ و ۱۸۸۶، هورسلی نخستین کسی بود که پیش از فیدور کراوزه و وایلدر پنفیلد، از تحریک الکتریکی قشر مغز برای محلی‌سازی کانون‌های صرع در انسان استفاده کرد.
او همچنین از پیشگامان مطالعه عملکرد غده تیروئید بود. او میگزدم و کرتینیسم را که به دلیل کاهش سطح هورمون‌های تیروئید (کم‌کاری تیروئید) ایجاد می‌شود، مورد مطالعه قرار داد و نخستین بار با آزمایش‌هایی روی میمون‌ها ثابت کرد که می‌توان آنها را با شیرهٔ ترشحی تیروئید، درمان کرد.
هورسلی که در سال ۱۸۸۶ به عنوان دبیر یک کمیسیون پزشکی دولتی انتخاب شد که به منظور بررسی اثربخشی واکسن ضد هاری ساخته‌شده توسط لویی پاستور تشکیل شده بود، و پس از تأیید نتایج کارزاری برای واکسیناسیون علیه هاری در بریتانیا ایجاد کرد. او به عنوان یک آسیب‌شناس، تحقیقاتی را روی باکتری‌ها انجام داد و ژورنال پاتولوژی را بنیان نهاد.
او در سال ۱۸۸۶ همکار انجمن سلطنتی و در سال ۱۸۹۳ برندهٔ «جایزهٔ علوم درمانی کامرون از دانشگاه ادینبورگ» شد. یک سال بعد در ۱۸۹۴
مدال پادشاهی دریافت کرد.
شناخته شده‌ترین نوآوری او «دستگاه هورسلی-کلارک» است که در سال ۱۹۰۸ به همراه رابرت اچ. کلارک برای انجام جراحی استریوتاکسی ساخته شد که به موجب آن مجموعه‌ای از مختصات عددی دقیق برای تعیین مکان هر ساختار مغز استفاده می‌شود. او پیشگام در جراحی مغز و اعصاب بود و در مجموع ۴۴ بیمار را جراحی کرد. «چنگک هورسلی» که در جراحی عصب سه‌قلو به کار می‌رود، از نوآوری‌های اوست.
او پیش از جریان جنگ جهانی اول با درجهٔ سروانی در فهرست نیروهای ذخیرهٔ ارتش در سپاه پزشکی ارتش سلطنتی قرار گرفت. با آغاز جنگ، داوطلبانه به جبهه غربی رفت و به‌عنوان جراح در یک بیمارستان بریتانیایی در جبههٔ فرانسه مشغول به خدمت شد. سپس در سال ۱۹۱۵ در جریان نبرد گالیپولی به اسکندریه اعزام شد و یک سال بعد داوطلبانه به منظور جراحی به بین‌النهرین رفت اما در ژوئیهٔ ۱۹۱۶ در سن ۵۹ سالگی به دنبال تب شدید و گرمازدگی در عماره درگذشت.